# Monaster Govora
Monaster Govora (rum: Mănăstirea Govora) – rumuński klasztor prawosławny położony w miejscowości Mihăești, w okręgu Vâlcea, w Rumunii, 18 km od Râmnicu Vâlcea i 6 km od Băile Govora. Klasztor został ufundowany przez Włada Diabła.
Klasztor jest wpisany na listę obiektów zabytkowych pod numerem VL-II-a-A-09904.